# Giáo hội Công giáo Rôma theo quốc gia

Công giáo La Mã theo tỷ lệ (số liệu năm 2010).

Công giáo La Mã theo số dân (số liệu năm 2010).

Dưới đây là thống kê về Công giáo La Mã theo quốc gia tính đến năm 2015.